# México nos Jogos Olímpicos de Inverno de 1994
O México competiu nos Jogos Olímpicos de Inverno de 1994, realizados em Lillehammer, Noruega.